# Милица Тодоровић
Милица Тодоровић (Крушевац, 13. октобар 1990) српска је певачица. Истакла се победом у другој сезони певачког такмичења Звезде Гранда (2005). Издала је студијски албум Памтим ја (2009), док се сингл Моје злато (2014) сматра једном од најпознатијих песама на српском језику.

## Биографија
Милица Тодоровић је рођена 13. октобра 1990. године у Крушевцу. Њену породицу чине отац Милан, мајка Јасмина, брат Вујадин и сестре Јована и Анђела. Тренирала је рукомет и џудо, а од малих ногу је показала и љубав према музици и већ са тринаест година научила да свира клавир.
Са 13 година се појавила на аудицији за прву сезону такмичења Звезде Гранда. Тада је прошла аудицију и почела да се такмичи, међутим, испала је у такмичењу. Пријавила се потом за другу сезону, која је била 2005. године, и победила као најмлађа учесница. Своје прве песме је издала 2005. године - Упореди ме, Реци ја као соло песме и Јачи пол, заједно са осталим девојкама те сезоне Звезде Гранда. Већ 2006. године је снимила песму Зашто цура седи сама са којом је прошла у финале на Грандовом фестивалу, а затим је снимила дует са репером Драгоном Дај ми. У полуфиналу Грандовог фестивала 2008. наступала је са песмом СМС.
Пошто је морала да сачека да постане пунолетна, први албум је издала тек са 18 година са насловном нумером Памтим ја.
Почетком 2010-их издала је неколико синглова — Са било ким, Само ме загрли, Све је узалуд, Због тебе и Само ме погледај. Године 2013. издала је песму Нема назад. Песма Три чаше, објављена исте године, са преко 100 милиона прегледа на Јутјубу, остварила је велики успех, а Тодоровићева је постала једна од најпопуларнијих певачица Звезда Гранда. Након тога је постигла још већи успех песмом Моје злато, коју је издала на лето 2014. у дуету са MC Јанком; бележи на Јутјубу 140 милиона прегледа, што је ставља на прво место по прегледима у регији. На Грандовом фестивалу 2014. освојила је друго место са песмом Коначна одлука. Била је један од чланова жирија у дечјој емисији Неки нови клинци — заједно са Радом Манојловић, Банетом Мојићевићем, Дарком Лазићем, Миланом Топаловићем Топалком...

## Глума
Поред певања, Милица се бавила и глумом. Играла је главну улогу у Кустуричиној опери Време Цигана, заједно са својим колегом Стеваном Анђелковићем. Опера је премијерно изведена у Француској, у Паризу, у „Опери Бастиља”.
Појавила се и у америчком филму „Обичан човек” који је сниман током 2015. године у Београду, а чији је главни актер холивудски глумац Бен Кингсли. Милица је у том филму отпевала песму Јутрос ми је ружа процветала.

## Приватно
На снимању спота за песму Љубав мање, која је објављена у новембру 2019, Милица се упознала са глумцем Петром Стругаром са којим је убрзо ушла у емотивну везу. У јануару 2020. њих двоје су се заједно појавили у емисији Амиџи шоу, када су и потврдили своју везу.

## Дискографија

### Албуми
- Памтим ја (2009)

### Синглови
- Реци ја (2005)
- Упореди ме (2005)
- Зашто цура седи сама (2006)
- Дај ми (2007) (DJ Dragon)
- СМС (2008)
- Гаде (2009)
- Хаљиница (2009)
- Са било ким (2010)
- Само ме загрли (2010)
- Све је узалуд (2011)
- Због тебе (2012)
- Само ме погледај (2012)
- Нема назад (2013)
- Три чаше (2013)
- Моје злато (2014) (дует са МС Јанком)
- Коначна одлука (2014)
- Цуре приводе (2016)
- Лимунада (дует са Емином Јаховић) (2017)
- Љуби ме будало (дует са МС Јанком) (2017)
- Show program (2018)
- Иста ја (2018)
- Авет (дует са Мирзом Селимовићем) (2019)
- Доза отрова (2019)
- Uno beso (2020)
- Лажно си се клео (саундтрак серије Певачица) (2023)
- F..k off (саундтрак серије Певачица) (2023)

#### Видеоспотови
| Видеоспот          | Година | Режисер                    |
| ------------------ | ------ | -------------------------- |
| Памтим ја          | 2009   |                            |
| Све је узалуд      | 2011   | Дејан Милићевић            |
| Са било ким        | 2012   | Г. Шљивић                  |
| Нема назад         | 2013   | Милош Надаждин             |
| Три чаше           | 2013   |                            |
| Моје злато         | 2014   |                            |
| Цуре приводе       | 2016   |                            |
| Лимунада           | 2017   | Ђорђе Трбовић, Љуба        |
| Љуби ме будало     | 2017   |                            |
| Show program       | 2018   | TOXIC ENTERTAINMENT        |
| Иста ја            | 2018   | SILVER PRODUCTION          |
| Авет               | 2019   | TOXIC ENTERTAINMENT        |
| Доза отрова        | 2019   | SILVER PRODUCTION          |
| Љубав мање         | 2019   | TOXIC ENTERTAINMENT        |
| Uno Beso           | 2020   | TOXIC ENTERTAINMENT        |
| Проћи ћеш ме ти    | 2021   | Немања Новаковић, NN Media |
| Изгубила сам себе  | 2021   | Ивица Видановић            |
| Тет а тет          | 2021   | Љуба Радојевић             |
| Цесарица           | 2022   | UNIVERSAL VIDEO PRODUCTION |
| Не дам да немам те | 2022   | Ведад Јашаревић            |
| No no no           | 2023   | TOXIC ENTERTAINMENT        |
| Лажно си се клео   | 2024   |                            |
| F..k off           | 2024   |                            |
| 33                 | 2024   | Андрија Гркић              |
| Никада нећеш знати | 2025   | Visual Infinity            |